# Carlos Luis Argüello
Carlos Luis Argüello Segura  (Alajuela, 1928) es un escritor costarricense de la década de los 80´s. Injustamente llamado por algunos el otro “Carlos Luis”, comparándolo con Carlos Luis Fallas, otro escritor costarricense.

## Biografía
Nació en Alajuela en 1928. Sus estudios medios los realizó en el Instituto de Alajuela, pero no los concluyó. A los doce años escapa de su casa y se dirige al sur del país, a los bananales de Puerto Cortés. Ahí trabaja como de ayudante de fumigador en los bananales. En ese lugar permaneció dos años y regresa a Alajuela por un breve tiempo y de nuevo regresa a los bananales y trabaja como peón y después como administrador de una finca en Palmar.
Regresa a Alajuela a estudiar y se gradúa en Administración Escolar, con lo cual ingresa al Magisterio Nacional y ocupó las direcciones de los Colegios de El Roble y San Joaquín de Flores, ambos de la provincia de Heredia, del Instituto Agropecuario de Coto Brus y fue asesor en Enseñanza Agropecuaria.

## Premios y distinciones
- Premio Nacional Aquileo J. Echeverría en novela 1987

## Obra

### Novelas
- El Mundo de Juana Torres (Novela), novela, San José: Editorial Costa Rica, 1986.

### Cuentos
- Cuentos de Sábalo Grande, 1977.
- Gente en mi camino,  1980.